# Прокопенко, Виктор Евгеньевич
Ви́ктор Евге́ньевич Прокопе́нко (укр. Віктор Євгенович Прокопенко; 24 октября 1944, Мариуполь, Сталинская область — 18 августа 2007, Одесса) — советский и украинский футболист и тренер. Мастер спорта СССР.

## Биография

### Игровая карьера
Виктор Прокопенко родился 24 октября 1944 года в Мариуполе, где и начал свою игровую карьеру, выступая за команду завода имени Ильича на позиции нападающего. Во время армейской службы Виктор выступал за команду ГСВГ.
Начиная с 1967 года Прокопенко выступал за команды Украинской ССР, среди которых были винницкий «Локомотив», одесский «Черноморец», донецкий «Шахтёр» и херсонский «Локомотив». Тогда «Черноморец» и «Шахтёр» не претендовали на высокие места, а обратить на себя внимание более статусных клубов нападающему не удалось. В результате он завершил карьеру в 1976 году, так и не сумев выиграть ни одного трофея, кроме бронзовых медалей Высшей лиги Чемпионата СССР 1974 года в составе одесского «Черноморца».
Всего в Высшей лиге чемпионата СССР за «Черноморец» и «Шахтёр» Прокопенко провёл 85 матчей и забил 13 голов.

### Тренерская карьера
Через год после окончания игровой карьеры Прокопенко вошёл в тренерский штаб одесского «Черноморца», за который выступал будучи футболистом. После отставки Никиты Симоняна с поста старшего тренера вакантную должность на временной основе занял Прокопенко, который вскоре был утверждён полноценным старшим тренером. Первые два сезона под руководством молодого тренера для одесситов особо яркими не получились — команда занимала 9-е и 8-е места в итоговой турнирной таблице. Однако именно в это время в команде произошла смена поколений, а в её составе появился ряд молодых футболистов (в частности именно тогда раскрылся талант будущего обладателя «Золотого мяча» Игоря Беланова).
Первых заметных тренерских успехов Прокопенко добился в 1984 году, когда ведомый им «Черноморец» занял четвёртое место в чемпионате СССР, остановившись в шаге от завоевания медалей: отставание от ставшего третьим «Днепра» составило всего одно очко. Этот результат позволил команде выступить в Кубке УЕФА, где она также сыграла весьма достойно. В первом раунде за счёт гола на выезде удалось пройти крепкий немецкий «Вердер», а во втором раунде команда с минимальным счётом 1:2 (по сумме двух матчей) уступила будущему победителю турнира мадридскому «Реалу». Однако развить первоначальный успех Прокопенко не удалось: уже в следующем сезоне «Черноморец» был вынужден вести борьбу за сохранение места в Высшей лиге, а по итогам 1986 года вылетел в Первую лигу. Сам тренер покинул команду за несколько туров до конца чемпионата, уступив место Анатолию Полосину.
В 1987 году Прокопенко стал тренером волгоградского «Ротора», который также выступал в первой лиге, приняв команду после серии неудач в первых турах розыгрыша. В первом сезоне волгоградцы с большим трудом избежали понижения в классе. Однако уже в следующем сезоне «Ротор» финишировал на втором месте и впервые за 37 лет вышел высший дивизион советского футбола.
После этого Прокопенко вновь был приглашён на пост старшего тренера «Черноморца», который год ранее вернулся в высшую лигу и сумел в нём закрепиться. В последние годы существования советского чемпионата одесситы занимали последовательно 6-е, 9-е и 4-е места. 6 июля 1990 года подопечные Прокопенко выиграли первый трофей в своей истории, переиграв в финале Кубка Федерации футбола СССР «Днепр» со счётом 2:0. После распада СССР Прокопенко продолжил работу с командой уже в рамках чемпионата Украины, где добился новых успехов. Так, по итогам сезонов 1992/93 и 1993/94 одесситы завоевали два комплекта бронзовых медалей и выиграли два Кубка Украины, переиграв в решающих матчах харьковский «Металлист» (в первом случае) и симферопольскую «Таврию» (во втором). Эти трофеи являются последними в истории одесской команды.
В 1992 году Прокопенко стал первым тренером сборной Украины, которая под его руководством провела первый матч в своей истории, со счётом 1:3 уступив сборной Венгрии. Однако этот матч так и остался для Прокопенко единственным во главе сборной.
Летом 1994 года Прокопенко во второй раз в карьере возглавил «Ротор», с чего начался самый успешный период в его карьере. До конца сезона волгоградцы под руководством Прокопенко провели 15 матчей — половину чемпионата, и сумели подняться с 8-го на 4-е место. В следующем сезоне команда откатилась на 7-е место, но при этом сумела дойти до финала Кубка России, где в упорной борьбе уступила московскому «Динамо» в серии пенальти (для выявления победителя командам пришлось нанести по восемь ударов, единственный из которых не реализовал полузащитник «Ротора» Игорь Корниец). Кроме того, в 1995 году «Ротор» добился самого громкого своего успеха в еврокубках, выбив из Кубка УЕФА «Манчестер Юнайтед» — матч в Волгограде завершился со счётом 0:0, а в ответной игре на «Олд Траффорд» подопечные Прокопенко сыграли вничью 2:2 (ведя по ходу матча 2:0) и прошли дальше за счёт правила гостевого гола. Однако далее на пути команды встал будущий финалист турнира «Бордо».
В 1996 году волгоградский клуб полноценно включился в чемпионскую гонку в чемпионате России, где основными его соперниками стали московский «Спартак» и владикавказская «Алания». За три тура до конца чемпионата «Ротор» вышел на первое место в турнирной таблице, однако в решающих матчах сначала не смог обыграть одного из аутсайдеров чемпионата новороссийский «Черноморец» (0:0), а затем уступил немотивированному московскому «Локомотиву» (0:2). Эти неудачи отбросили «Ротор» на итоговое третье место. В следующем сезоне волгоградцы вновь включились в борьбу за титул, весь сезон ведя борьбу со «Спартаком». Команды определили чемпиона в личной встрече, которая состоялась в рамках последнего тура чемпионата, при этом «Ротор», отставал от москвичей на два очка. Победу со счётом 2:0 одержал «Спартак», а «Ротор» довольствовался лишь серебряными медалями. Это были последние успехи тренера в волгоградской команде: в следующем сезоне она откатилась на четвёртое место, а в 1999 году — на 11-е.
Прокопенко вернулся на Украину, где стал главным тренером донецкого «Шахтёра», куда его пригласил президент клуба Ринат Ахметов, взявший курс на то, чтобы построить клуб европейского уровня. До конца сезона под руководством Прокопенко команда провела четырнадцать матчей, заняла итоговое второе место (на момент назначения шла на четвёртом) и впервые в истории квалифицировалась в Лигу чемпионов (до этого «горняки» также трижды подряд становились вторыми, но тогда этот результат не позволял участвовать в главном европейском турнире). Здесь команда Прокопенко прошла два раунда квалификации и сумела выйти в групповой этап, где отметилась крупной победой над лондонским «Арсеналом» (3:0). Уже в следующем сезоне «Шахтёр» вступил в борьбу за чемпионство с гегемоном украинского футбола киевским «Динамо». За весь чемпионат команда потерпела лишь одно поражение и за тур до конца чемпионата опережала киевлян на одно очко, а для оформления титула ей необходимо было обыграть киевский ЦСКА. Однако матч, состоявшийся 11 июня 2001 года, завершился со счётом 0:0, и чемпионом в очередной раз стало «Динамо». При этом «горняки» сумели выиграть Кубок Украины, переиграв в финале тот же ЦСКА со счётом 2:1. После неудачной попытки выйти в групповой этап Лиги чемпионов Прокопенко 15 октября 2001 года подал в отставку, которая была принята. При этом в чемпионате Украины команда уверенно шла на первом месте. Прокопенко остался в структуре клуба, заняв в нём должность вице-президента. Именно в этом сезоне «Шахтёр» выиграл свой первый чемпионский титул.
В апреле 2002 года Прокопенко предпочёл вернуться к тренерской работе, на старте чемпионата возглавив московское «Динамо». Команда под его руководством занимала 8-е и 6-е места в турнирной таблице, в одном из матчей со счётом 7:1 разгромив петербургский «Зенит». В конце 2003 года тренер покинул пост. В последнем матче под его руководством «Динамо» уступило аутсайдеру чемпионата «Торпедо-Металлургу», которому победа была необходима для сохранения места в Премьер-лиге, что вызвало слухи о договорном характере данного матча. Будучи тренером «Динамо», Прокопенко 30 июня 2003 года тренировал сборную легионеров чемпионата России.
Прокопенко вернулся в «Шахтёр», где занял пост спортивного директора (который в итоге занимал до конца жизни). Во многом именно Прокопенко способствовал тому, что пост главного тренера клуба занял Мирча Луческу — специалист, с которым донецкий клуб добился наибольших успехов в своей истории. В последний раз Прокопенко вернулся к тренерской работе в 2004 году, когда исполнял обязанности главного тренера команды после отставки Бернда Шустера и помогал Луческу освоиться в новой должности.

### Политическая карьера
В 2006 году Прокопенко был избран депутатом Верховной Рады Украины по спискам «Партии регионов».

### Смерть и память
15 августа 2007 года «Шахтёр» со счётом 0:1 уступил австрийскому клубу «Ред Булл» в квалификационном матче Лиги чемпионов после чего Прокопенко отправился в Одессу. Дома он потерял сознание и через несколько минут скончался. Причиной смерти стал оторвавшийся тромб.
1 сентября 2012 года на аллее футбольной славы одесского «Черноморца» были увековечены первые двенадцать памятных звёзд, одна из которых посвящена Виктору Прокопенко.
С 2010 года проводились турниры между фанатами клубов, которые тренировал Виктор Прокопенко.
В 2021 году в Мариуполе состоялся турнир памяти Виктора Прокопенко
- Виктор Прокопенко и Мирча Луческу
- Ринат Ахметов, Виктор Прокопенко и Джованни Чикколунги

## Тренерская статистика
| Черноморец (Одесса)     | Союз Советских Социалистических Республик | 1 января 1982  | 15 октября 1986  | 190 | 74  | 44  | 72  | 38,95  |
| Ротор                   | Союз Советских Социалистических Республик | Май 1987       | 31 декабря 1988  | 85  | 41  | 17  | 27  | 48,24  |
| Черноморец (Одесса)     | /                                         | 1 января 1989  | 30 июня 1994     | 218 | 104 | 61  | 53  | 47,71  |
| Сборная Украины         | Украина                                   | 3 марта 1992   | 16 сентября 1992 | 1   | 0   | 0   | 1   | 00,00  |
| Ротор                   | Россия                                    | 10 июня 1994   | 15 ноября 1999   | 216 | 100 | 61  | 55  | 46,30  |
| Шахтёр (Донецк)         | Украина                                   | 30 ноября 1999 | 12 октября 2001  | 78  | 55  | 11  | 12  | 70,51  |
| Динамо (Москва)         | Россия                                    | 7 апреля 2002  | 2 ноября 2003    | 58  | 24  | 15  | 19  | 41,38  |
| Шахтёр (Донецк) (и. о.) | Украина                                   | 8 мая 2004     | 16 мая 2004      | 2   | 2   | 0   | 0   | 100,00 |
| Всего                   | Всего                                     | Всего          | Всего            | 848 | 400 | 209 | 239 | 47,17  |

## Достижения и награды

### Игровые
«Черноморец» (Одесса)
- Бронзовый призёр чемпионата СССР: 1974

### Тренерские
«Черноморец» (Одесса)
- Обладатель Кубка Украины: (2) 1992, 1993/94
- Обладатель Кубка Федерации футбола СССР: 1990
- Бронзовый призёр чемпионата Украины: (2) 1992/93, 1993/94

«Ротор»
- Серебряный призёр чемпионата России: 1997
- Бронзовый призёр чемпионата России: 1996
- Финалист Кубка России: 1994/95

«Шахтёр» (Донецк)
- Обладатель Кубка Украины: 2000/01
- Серебряный призёр чемпионата Украины: (2) 1999/00, 2000/01

### Личные
- В списках лучших футболистов УССР[укр.]: 1969 (3-е место)
- Один из обладателей приза «Лучшие дебютанты сезона»: (1969)
- Орден «За заслуги» III степени (2004)[12]
- Медаль «За труд и победу» (2006)[13]